# دارين بيك
دارين بيك (بالإنجليزية: Darren Beck)‏ هو لاعب غولف أسترالي، ولد في 14 يوليو 1978 في جنوب أفريقيا.

## وصلات خارجية
- دارين بيك على موقع رابطة اليابان للاعبي الغولف المحترفين (الإنجليزية)
- دارين بيك على موقع التصنيف العالمي الرسمي للغولف (الإنجليزية)